# Оксид рутения(IV)
Оксид рутения(IV) — неорганическое соединение, оксид металла рутения с формулой RuO2, сине-чёрные кристаллы, не растворимые в воде, образует гидраты.

## Получение
- Окисление рутения при нагревании:

{\displaystyle {\mathsf {Ru+O_{2}\ {\xrightarrow {400^{o}C}}\ RuO_{2}}}}
- Разложение при нагревании оксида рутения(VIII):

{\displaystyle {\mathsf {RuO_{4}\ {\xrightarrow {100^{o}C}}\ RuO_{2}+O_{2}}}}
- Реакция оксида рутения(VIII) и перекиси водорода:

{\displaystyle {\mathsf {RuO_{4}+2H_{2}O_{2}\ {\xrightarrow {}}\ RuO_{2}\downarrow +2O_{2}\uparrow +2H_{2}O}}}
- Разложение кислотами тетраоксорутенат(VI) калия

{\displaystyle {\mathsf {3K_{2}RuO_{4}+4HCl\ {\xrightarrow {}}\ 2KRuO_{4}+RuO_{2}\downarrow +4KCl+2H_{2}O}}}
- Окисление кислородом хлорида рутения(III)

{\displaystyle {\mathsf {2RuCl_{3}+2O_{2}\ {\xrightarrow {600-700^{o}C}}\ 2RuO_{2}\downarrow +3Cl_{2}}}}

## Физические свойства
Оксид рутения(IV) образует сине-чёрные кристаллы тетрагональной сингонии, пространственная группа P 4/mnm, параметры ячейки a = 0,451 нм, c = 0,311 нм, Z = 2.
Из раствора осаждается гидрат RuO2•n H2O.
Не растворяется в воде, р ПР = 49,0.

## Химические свойства
- Разлагается при нагревании:

{\displaystyle {\mathsf {RuO_{2}\ {\xrightarrow {950-1250^{o}C}}\ Ru+O_{2}}}}
{\displaystyle {\mathsf {2RuO_{2}\ {\xrightarrow {1300^{o}C}}\ Ru+RuO_{4}}}}
- Растворяется в концентрированной соляной кислоте, насыщенной хлором:

{\displaystyle {\mathsf {3RuO_{2}+12HCl\ {\xrightarrow {\ }}RuCl_{4}+2RuCl_{3}+Cl_{2}\uparrow +6H_{2}O}}}
- Окисляется кислородом:

{\displaystyle {\mathsf {RuO_{2}+O_{2}\ {\xrightarrow {700-1400^{o}C}}\ RuO_{4}}}}
- Реагирует с перекисью натрия при сплавлении:

{\displaystyle {\mathsf {2RuO_{2}+3Na_{2}O_{2}\ {\xrightarrow {700-800^{o}C}}\ 2Na_{3}RuO_{4}+O_{2}}}}
- Восстанавливается водородом:

{\displaystyle {\mathsf {RuO_{2}+2H_{2}\ {\xrightarrow {300^{o}C}}\ Ru+2H_{2}O}}}